# Bernardo Houssay
Pour les articles homonymes, voir Houssay.
Bernardo Alberto Houssay (10 avril 1887 à Buenos Aires - 21 septembre 1971 à Buenos Aires) est un physiologiste argentin connu pour ses travaux sur les glandes endocrines. Il a reçu la moitié du prix Nobel de physiologie ou médecine de 1947. Il fut le premier scientifique sud-américain à recevoir le prix Nobel en science .

## Biographie
Bernardo Houssay est né en 1887 de parents d'origine française, Albert et Clara Houssay. Diplômé de médecine de l'Université de Buenos Aires en 1911, il se consacre d'abord à l'étude du rôle physiologique de l'hypophyse. Cette recherche marque le point de départ d'une vie consacrée aux glandes endocrines. Il découvre ainsi le lien entre les hormones de l'hypophyse et les symptômes du diabète.
En 1913, il devient médecin en chef à l'hôpital Alvear, puis, en 1915, chef de section aux Laboratoires nationaux de santé publique à Buenos Aires. En 1919, il reçoit la chaire de physiologie à la faculté de médecine de l'Université de Buenos Aires qui devient, sous sa direction, un département de recherche d'envergure. À partir de 1943, cependant, il entre en conflit avec la dictature de Juan Perón qui lui reproche ses idées libérales et qui lui met des bâtons dans les roues.
En 1947, il est co-lauréat du prix Nobel de physiologie ou médecine (les autres co-lauréats sont Carl Ferdinand Cori et Gerty Cori) « pour sa découverte du rôle joué par l'hormone du lobe de l'hypophyse antérieure dans le métabolisme des sucres », devenant ainsi le premier lauréat scientifique d'Amérique latine. Ce prix provoque cependant une polémique dans la presse argentine qui soutient que le prix a été attribué à Houssay pour mettre le président Juan Perón dans l'embarras, en raison du conflit entre les deux. La carrière de Houssay est alors mise en difficulté, avant qu'il soit réhabilité en 1955, après le départ de Perón. Il termine sa carrière à l'Université de Buenos Aires.
Les recherches de Houssay ont jeté les bases de l'endocrinologie et démontré les mécanismes complexes qui régissent le fonctionnement des hormones. Il est l'auteur de plus de 600 articles scientifiques et il a reçu plusieurs distinctions honorifiques d'universités prestigieuses (dont Harvard, Cambridge, etc.).